# Ignaz von Kolisch
Baron Ignaz von Kolisch, manchmal auch Ignatz von Kolisch (* 6. April 1837 in Pressburg; † 30. April 1889 in Wien) war ein österreichisch-ungarischer Bankier und Schachmeister.

## Leben
Bevor Kolisch ein Vermögen an der Börse machte und in den Freiherrnstand erhoben wurde, war er der damaligen Schachwelt als Berufsspieler und Journalist bekannt. Kolisch stammte aus bescheidenen Verhältnissen. Schon als 17-Jähriger spielte er im Wiener Silbernen Kaffeehaus in der Plankengasse erfolgreich mit Ernst Falkbeer. Zu derselben Zeit verfasste er unter dem Pseudonym „Ideka“ Schachrubriken für verschiedene Wiener Zeitungen.
In Paris gewann er 1867 eines der stärksten internationalen Schachturniere des 19. Jahrhunderts. Nach diesem Höhepunkt seiner Schachlaufbahn spielte Kolisch kein Turnierschach mehr, obwohl er noch oft als Mäzen des königlichen Spiels in Erscheinung trat. So war er, selbst Ehrenmitglied der Wiener Schachgesellschaft, im Organisationskomitee und auch einer der hauptsächlichen Geldgeber des II. Internationalen Schachmeisterturniers zu Wien 1882. Über das Schachspiel wurden der Rechtsanwalt Jules Grévy, späterer französischer Staatspräsident, und der Multimillionär Albert Rothschild seine Freunde. Baron Rothschild, der Kolischs Karriere in der Finanzwelt entscheidend förderte, war seit 1872 Präsident und Schirmherr der Wiener Schachgesellschaft.

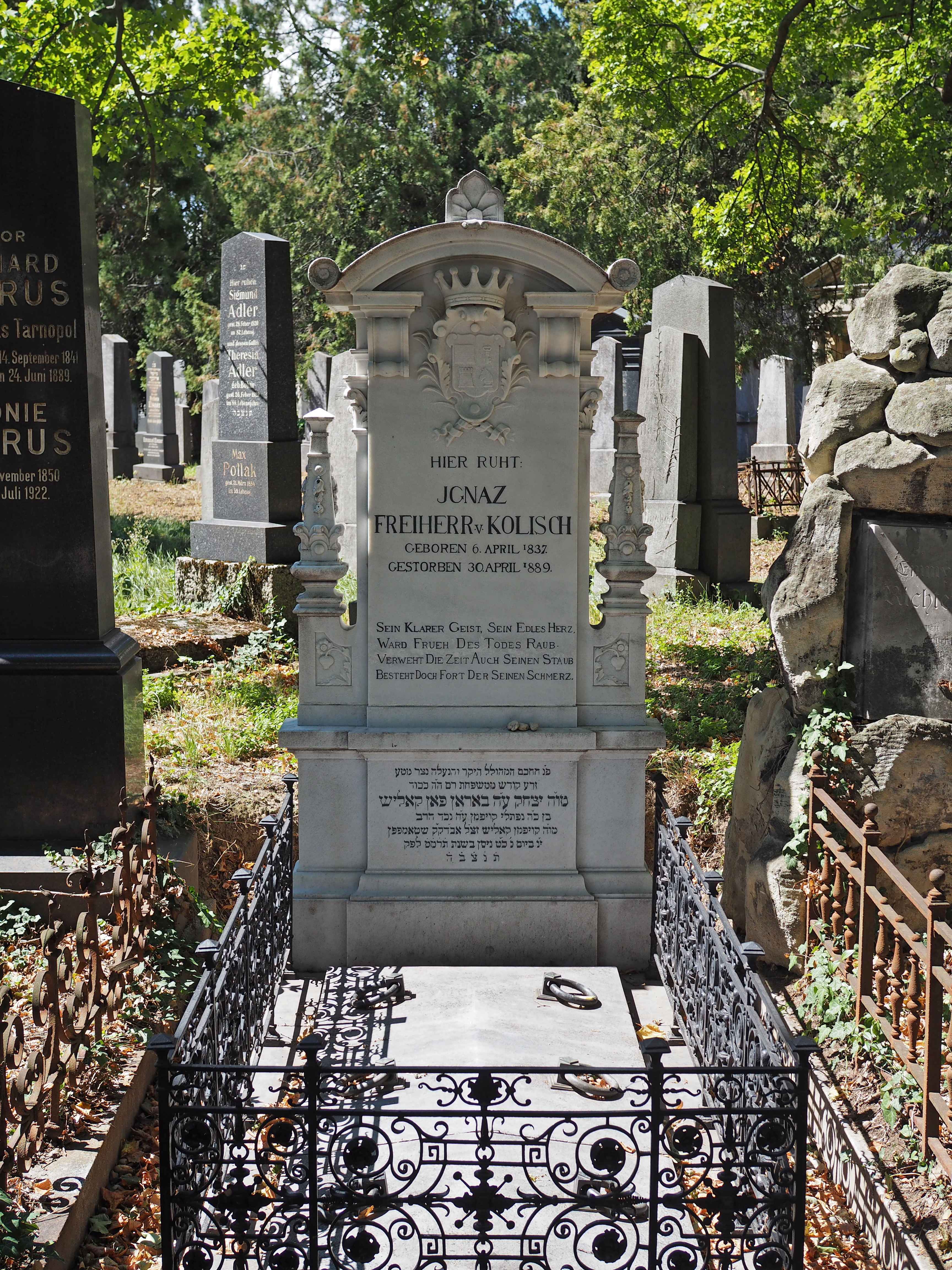
Grab von Ignaz von Kolisch auf dem Wiener Zentralfriedhof

Spekulationen an der Börse in Paris hatten ihn zu einem reichen Mann gemacht. Nachdem ihn der Herzog von Sachsen-Meiningen im Jahr 1881 mit dem Titel Baron beehrt hatte, zog Kolisch nach Wien, wo er unter anderem die Wiener Allgemeine Zeitung (bis 1888) besaß.
Er starb 1889 an einer Nierenerkrankung und fand seine letzte Ruhestätte in der alten israelitischen Abteilung des Wiener Zentralfriedhofs. Kolisch ist der Held der Novelle Schachbaron von Ferenc Móra.

## Schachkarriere
Seine internationale Schachspielerlaufbahn begann 1859 in Paris, als er dem Champion des Café de la Régence, Daniel Harrwitz, den Rang ablief, woraufhin dieser seine Tätigkeit nach London verlegte. Ostern 1860 spielte Kolisch in Paris gegen Adolf Anderssen elf Partien, von denen jeder fünf gewann und eine remis endete. Im selben Jahr reiste er nach England, wo er in London 10:1 (+10, −1) gegen Thomas Wilson Barnes und in Manchester 3:1 (+3, −1) gegen Bernhard Horwitz gewann.
Zwei Einladungen an Paul Morphy lehnte der amerikanische Meister ab, der sich vom Schach bereits zurückgezogen hatte. Im Jahr 1861 spielte Kolisch zwei Wettkämpfe in London gegen Adolf Anderssen und Louis Paulsen. Beiden unterlag er nur knapp: Anderssen mit 4:5 (+3 =2 −4), Paulsen mit 15:16 (+6 =18 −7). 1862 begab Kolisch sich nach Sankt Petersburg, wo er auf die russischen Schachmeister Carl Ferdinand Jänisch, Ilja Schumow und Sergei Urussow traf. Er besiegte Schumow mit 6:2 (+6, −2) und spielte 2:2 (+2, −2) gegen Urussow.
Ab 1864 wohnte er wieder in Paris. In diesem Jahr spielte er in der französischen Hauptstadt einen leichten Wettkampf gegen den preußischen Meister Philipp Hirschfeld 4:4 und schlug den polnischen Emigranten Samuel Rosenthal vernichtend mit 7:1. 
Seinen größten Triumph feierte er 1867, beim internationalen Turnier anlässlich der Weltausstellung in Paris. In einem sehr stark besetzten Turnier setzte Kolisch sich gegen Spieler wie Wilhelm Steinitz, Szymon Winawer und Gustav Neumann durch und errang den alleinigen ersten Platz. Als Preis erhielt er 500 Francs in bar und eine Sèvres-Vase im Wert von 5000 Francs, die von Kaiser Napoleon III. gestiftet wurde.
Nach Chessmetrics war er im Zeitraum von Juli 1867 bis November 1868 die Nummer eins der Welt. Auch laut „Edo Historical Chess Ratings“ war er in den Jahren 1866 und 1867 der beste Spieler der Welt.
Von dem ungarischen Meisterspieler Isidor Gunsberg ist der folgende Ausspruch überliefert: „Ich habe in sechzig Jahren nur einen Schachspieler gesehen, der aus dem Schachspiel Geld geholt und es auch bewahrt hat. Kolisch war der Mann.“